# Horde of Gog/Horda Goga
Horde of Gog/Horda Goga – pierwszy studyjny album muzyczny, thrash metalowego (później death metalowego) zespołu Dragon z Katowic. Album znany pod nazwą Horde of Gog lub pod polską nazwą Horda Goga został nagrany w 1988 roku. W 1989 roku nakładem wydawnictwa Metalmaster wyszła międzynarodowa, wydana w języku angielskim wersja albumu, na której zaśpiewał Grzegorz Kupczyk, ówczesny wokalista zespołu Turbo. Na polskojęzycznej wersji, wydanej w 1990 roku, także nakładem wydawnictwa Wifon, zaśpiewał wokalista i perkusista grupy Marek Wojcieski, który wkrótce potem opuścił zespół.
| Wersja anglojęzyczna 1989 1. "The Priest of Betray" – 4:20 2. "Seven Bowls of Wrath" – 5:26 3. "Eternal Rest" – 5:03 4. "Beliar" – 5:26 5. "Horde of Gog" – 4:28 6. "Cerveza" – 1:33 7. "Innocent Blood" – 4:43 8. "Here Comes The Dragon" – 5:18 9. "Armageddon" – 4:28 | Wersja polskojęzyczna 1990 1. "Kapłani Zdrady" – 4:20 2. "Siedem Czasz Gniewu" – 5:31 3. "Wieczne Odpoczywanie" – 5:03 4. "Beliar" – 5:26 5. "Horda Goga" – 4:28 6. "Cerveza" – 1:33 7. "Niewinna Krew" – 4:43 8. "Here Comes The Dragon" – 5:18 9. "Armageddon" – 4:28 |